# Mikael Ingebrigtsen
Mikael Ingebrigtsen (Tromsø, 1996. július 21. –) norvég korosztályos válogatott labdarúgó, az Odd csatárja.

## Pályafutása

### Klubcsapatokban
Ingebrigtsen a norvégiai Tromsø városában született. Az ifjúsági pályafutását a helyi Tromsø akadémiájánál kezdte.
2014-ben mutatkozott be Tromsø másodosztályban szereplő felnőtt keretében. A 2014-es szezonban feljutottak az Eliteserienbe. 2018-ban a svéd első osztályban érdekelt Göteborg szerződtette. 2018 nyarán  visszatért a Tromsøhöz. 2022. március 25-én hároméves szerződést kötött az Odd együttesével. Először a 2022. április 3-ai, Tromsø ellen 2–0-ra megnyert mérkőzés 90+3. percében, Conrad Wallem cseréjeként lépett pályára. Első gólját 2022. április 18-án, a Viking ellen hazai pályán 2–1-es győzelemmel zárult találkozón szerezte meg.

### A válogatottban
Ingebrigtsen 2017-ben tagja volt a norvég U21-es válogatottnak.

## Statisztikák
2023. április 16. szerint
| Klub     | Szezon   | Osztály     | Bajnokság | Bajnokság | Kupa  | Kupa | Nemzetközi | Nemzetközi | Összesen | Összesen |
| Klub     | Szezon   | Osztály     | Meccs     | Gól       | Meccs | Gól  | Meccs      | Gól        | Meccs    | Gól      |
| -------- | -------- | ----------- | --------- | --------- | ----- | ---- | ---------- | ---------- | -------- | -------- |
| Tromsø   | 2014     | 1. divisjon | 6         | 0         | 1     | 0    | 1          | 0          | 8        | 0        |
| Tromsø   | 2015     | Tippeligaen | 20        | 3         | 0     | 0    | ―          | ―          | 20       | 3        |
| Tromsø   | 2016     | Tippeligaen | 24        | 2         | 2     | 1    | —          | —          | 26       | 3        |
| Tromsø   | 2017     | Eliteserien | 27        | 8         | 3     | 3    | —          | —          | 30       | 11       |
| Tromsø   | Összesen | Összesen    | 77        | 13        | 6     | 4    | 1          | 0          | 84       | 17       |
| Göteborg | 2018     | Allsvenskan | 4         | 0         | 3     | 0    | —          | —          | 7        | 0        |
| Tromsø   | 2018     | Eliteserien | 12        | 2         | 0     | 0    | —          | —          | 12       | 2        |
| Tromsø   | 2019     | Eliteserien | 10        | 1         | 2     | 1    | —          | —          | 12       | 2        |
| Tromsø   | 2020     | OBOS-ligaen | 23        | 7         | —     | —    | —          | —          | 23       | 7        |
| Tromsø   | 2021     | Eliteserien | 6         | 0         | 1     | 2    | —          | —          | 7        | 2        |
| Tromsø   | Összesen | Összesen    | 51        | 10        | 3     | 3    | 0          | 0          | 54       | 13       |
| Odd      | 2022     | Eliteserien | 24        | 4         | 1     | 2    | —          | —          | 25       | 6        |
| Odd      | 2023     | Eliteserien | 2         | 1         | 1     | 0    | —          | —          | 3        | 1        |
| Odd      | Összesen | Összesen    | 26        | 5         | 2     | 2    | 0          | 0          | 28       | 7        |
| Összesen | Összesen | Összesen    | 158       | 28        | 14    | 9    | 1          | 0          | 173      | 37       |

## Sikerei, díjai
Tromsø
- OBOS-ligaen
  - Feljutó (2): 2014, 2020